# Kyselina 3-hydroxypropionová
Kyselina 3-hydroxypropionová, systematický název kyselina β-hydroxypropionová je hydroxykyselina, strukturní izomer kyseliny mléčné a proto se někdy také nazývá kyselina isomléčná. Při zahřátí se dehydratuje a vzniká kyselina akrylová. Připojením aminové skupiny na druhý uhlík vznikne biogenní aminokyselina serin.

## Použití
Tato kyselina se používá na výrobu mnoha různých látek, například kyseliny akrylové a akrylátů. Také se z ní vyrábějí biologicky rozložitelné plasty.